# 러버 포 어 데이
러버 포 어 데이(L'amant d'un jour, Lover for a Day)는 프랑스에서 제작된 필립 가렐 감독의 2017년 드라마 영화이다. 에릭 카라바카 등이 주연으로 출연하였다.

## 출연

### 주연
- 에릭 카라바카
- 에스더 가렐
- 루이스 샤빌롯

### 조연
- 래티티아 스피가렐리